# Socialt kapital
För andra betydelser, se Kapital (olika betydelser).

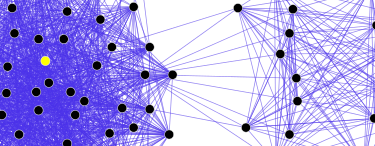
En bild som visar personer (hörn) och deras relationer (kanter).

Socialt kapital är ett samhällsvetenskapligt begrepp som beskriver hur normer, tillit och ömsesidiga sociala nätverk påverkar dels hur samhällsinstitutioner fungerar, dels hur individer får tillgång till olika resurser och interagerar med andra individer. Man kan alltså studera socialt kapital både på en makronivå (samhällen) och på mikronivå (individer). För definitioner som syftar på makronivån studeras ofta fenomen som normer, socialiserande och tillit mellan människor vilka påverkar hur samhällen organiserar sig. Forskare som använder definitioner som istället syftar till att studera individer är intresserade av hur en individs sociala nätverk - och strukturen på nätverket - kan tillgängliggöra resurser och skapa olika fördelar för individen. Fördelar kan vara att få information eller tjänster från andra människor som i förlängningen kan leda till att man till exempel får ett visst jobb.

## Definitioner
Begreppet socialt kapital har flera olika definitioner som delvis kommer från olika teoretiska traditioner. Det var sociologen Pierre Bourdieu som introducerade begreppet inom samhällsvetenskap med definitionen: "Socialt kapital är summan av de resurser, aktuella eller potentiella, som finns tillgängliga för en individ eller grupp genom att ha tillgång till ett bestående nätverk av mer eller mindre institutionaliserade relationer av ömsesidigt erkännande eller igenkännande". Fokuset är här alltså på individens möjligheter att använda en typ av kapital för att konvertera det till andra sorters kapital som ekonomiskt, kulturellt eller symboliskt kapital. Mycket av litteraturen som studerar socialt kapital hos individer utgår från ett rational choice-perspektiv där sociala interaktioner ses som ett system för tjänster och gentjänster.
Sociologen Nan Lin har definierat socialt kapital som: "Resurser inbäddade i en social struktur som kan tillgängliggöras och/eller mobiliseras för medvetet handlande."
James S Coleman menar att: "Socialt kapital är en uppsättning enheter med två egenskaper gemensamt: De består av någon aspekt [nätverk] av den sociala strukturen [samhället], och de underlättar ett visst handlande hos aktörer – antingen som individer eller som ”organisationer” – inom denna struktur."
Sociologen Alejandro Portes: "Socialt kapital refererar till individers förmåga att ta knappa resurser i anspråk på grund av att de är medlemmar i nätverk eller större sociala strukturer"
Statsvetaren Bo Rothstein har gjort följande definition: "Socialt kapital är antalet kontakter multiplicerat med graden av förtroende i dessa kontakter."

## Teori

### Överbryggande och sammanlänkande socialt kapital
Socialt kapital kan enligt statsvetaren Robert Putnam synsätt delas upp i två former: sammanlänkande (bonding) och överbryggande (bridging) socialt kapital. Det sammanlänkande sociala kapitalet bygger ofta på likheter och homogenitet mellan människor, till exempel genom släktskap, grannskap eller andra geografiska förhållanden. Sammanlänkande socialt kapital kan stärka interaktionerna inom en grupp, men interaktionerna bygger på gruppens exklusivitet vilket ger upphov till en "mekanisk solidaritet". Överbryggande socialt kapital bildas i föreningar, politiska partier och religiöst deltagande där personer från olika bakgrunder möts, något som skapar vad Robert Putnam kallar organisk solidaritet.

## Effekter

### Effekter på samhällsnivå
Höga nivåer av socialt kapital har kopplats till högre ekonomisk tillväxt, mindre ojämlikhet, mindre brottslighet, lägre korruption och bättre fungerande myndigheter, liksom till bättre genomsnittligt hälsotillstånd. Statsvetaren Robert Putnam har visat att ett lands demokrati fungerar bra om det finns mycket socialt kapital i samhället, och mindre bra om det inte finns. Se Den fungerande demokratin för en närmare beskrivning.
Putnam har å andra sidan argumenterat för att det sociala kapitalet i USA har minskat under 1900-talet. Han menar bland annat att folk är mindre engagerade i föreningar och andra aktiviteter som för samman människor från olika bakgrunder, något som minskat den sociala solidariteten i landet. Genom att fler aktiviteter blivit individuella så minskar de sociala relationerna och därmed också känslan av tillit och lojalitet till samhället i stort, enligt Putnams argumentation.

### Effekter på individnivå
I sin doktorsavhandling om ungdomsarbetslöshet behandlar Peter Håkansson det faktum att kontakter och nätverk har betydelse för ungdomsarbetslösheten. ”Ungdomar saknar i större utsträckning än vuxna kontakter som kan leda in på arbetsmarknaden och denna avsaknad av kontakter leder i sin tur till en högre risk för arbetsgivaren att anställa en ungdom. … trots det erkännande som ekonomer inom det sökteoretiska paradigmet ger kontakter och nätverk som effektiva sökvägar, har de traditionella förklaringsmodeller som vill förklara ungdomsarbetslöshet behandlat kontakter och nätverk på ett alltför otillräckligt sätt.” ”Utgångspunkten för traditionella förklaringsmodeller, som ’den neoklassiska läroboksmodellen’ och ’utbildningsmodellen’, är att transaktionskostnaderna är låga, vilket innebär att information om marginalproduktivitet och utbildningsval existerar till en relativt låg kostnad. Om man istället antar att det finns transaktionskostnader i form av informationskostnader och risk, kommer nätverk, relationer och tillit att få mycket större betydelse när vi ska förstå varför ungdomar är mer arbetslösa än vuxna.”
Under tidigare skeden kunde unga vuxna skapa sig ett socialt kapital genom att det var nära mellan hemmet och föräldrarnas arbetsplatser. De unga kunde introduceras på en arbetsplats genom olika enklare arbetsuppgifter och göra sig kända hos en eller flera arbetsgivare. I länder med lärlingsutbildningssystem kan de unga också skaffa sig detta värdefulla sociala kapital genom långa praktik- och utbildningsperioder på en arbetsplats.[källa behövs]

## Migration och socialt kapital
Den brittiske nationalekonomen Paul Collier behandlar i boken Exodus. How migration is changing our world de ekonomiska och sociala följderna av migration. Han pläderar för en måttfullare och mer selektiv invandring från utvecklingsländer till Europa och USA och tar då särskilt fasta på forskning av Robert Putnam om den samhälleliga fragmentiseringen som följd av bristande socialt kapital och bristande ömsesidig tillit mellan invånarna i ett land. Bristande ömsesidig tillit förhindrar därtill i många utvecklingsländer i framför allt Afrika att effektiva organisationer och produktiva ekonomiska strukturer uppkommer. Han förklarar detta i boken: ”Vidmakthållet samarbete är avhängigt av tillit. Den utsträckning i vilken folk är villiga att lita på varandra varierar enormt mellan samhällen. Högtillitssamhällen är bättre på att samarbeta och har lägre transaktionskostnader eftersom de är mindre beroende av formella tvångsåtgärder. Så sociala normer spelar roll, precis som formella institutioner. De normer som är förhärskande i höginkomstsamhällen ger upphov till mycket lägre nivåer av våld mellan personer och högre nivåer av tillit än de som råder i låginkomstsamhällen.”
Migranter kommer mestadels från länder med icke-fungerande sociala modeller och föga samhälleligt och institutionellt förtroendekapital. Dessa brister tar de med till invandringsländerna, menar Collier, och höjer därmed de sociala kostnaderna med integration.